# العمق (حبيش)

تعديل مصدري - تعديل

العمق محلة تابعة لقرية الصدر، التابعة لعزلة الصدر بمديرية حبيش إحدى مديريات محافظة إب في الجمهورية اليمنية، بلغ تعداد سكانها 44 حسب تعداد اليمن لعام 2004.